# Поплавок Полянского
Поплавок Полянского — средство для оборудования пешеходных мостов и паромных переправ.

## История
Разработан поплавок в 1915 году офицером Полянским. Являлся табельным переправочным средством стрелкового полка Русской армии, а затем РККА.
Поплавок применялся в Первую мировую, Гражданскую и Великую Отечественною войну. На смену поплавку Полянского пришло труднозатопляемое имущество (ТЗИ).

## Техническое описание
Поплавок Полянского представлял из себя надуваемый воздухом глухой мешок из двойной парусины с резиновой прокладкой, объёмом около 0.085 кубических метра (около 3 кубических футов).
Поплавок тонул при четырёх пулевых пробоинах при полной нагрузке через 1,5—2 мин.
Из поплавков можно было связывать плоты, устраивать паромы и наплавные опоры для мостов.

### Транспортировка
На одной гужевой шестовой двуколке телеграфной роты стрелкового полка (или на верблюжий вьюк) помещалось:
- 30 поплавков (3 звена);
- 5 дощатых щитов, шириной в 0,7 м;
- 9 мостовых 2,8 м брусков;
- 4 оттяжных кола;
- 7,1 м верёвки.

### Характеристика поплавка
- вес поплавка — 2 кг;
- грузоподъёмность — 50 кг;
- длина — 0,7 м;
- ширина — 0,35 м;
- высота — 0,35 м;
- время снаряжения — 4 мин.

### Характеристика плотов
Для переправы на плотах 1—2 человек изготавливались трёх- или четырёхугольные рамы, к которым подвязывалось по поплавку, поверх рамы укладывались доски или плетни. Движение плотов осуществлялось с помощью вёсел или лопат.
Для 20—30 человек или одной парной гужевой повозки, или двух гужевых двуколок необходимо было 60 поплавков.
Для переправы орудия 6 поплавков подкладывалось под тело орудия, 5 под хобот, 10 по бокам и 4 под колёса. Под передок или ход зарядного ящика — 19 поплавков (15 по три в ряд и 4 под колёсами).
Надутые поплавки связывались на берегу в звенья, вентилями кверху, на длину плота, и готовые звенья связывались между собой в плоты.
Чтобы плот был более устойчивым, его связывали из двух частей, соединяемых верёвками или жердями.

### Характеристика мостов
Для изготовления наплавных опор для мостов необходимо:
- 3 поплавка, привязанных к брусьям, — для переправы одиночных людей;
- 10 поплавков, привязанных к доске и стянутых канатами, — для переправы стрелковых подразделений;
- 10 поплавков, привязанных к доске вплотную и удерживаемых якорями или канатами, — для переправы полевой артиллерии.

Длина мостов:
- для пехоты — 5 м;
- для двуколочного гужевого обоза — 3,55 м;
- для полевой артиллерии — 2,5 м.

## Интересные факты
В 1920-е годы режиссёром Константином Родендорфом снят учебный фильм «Поплавки Полянского».